# 报告文学
報導文學或纪实文學是一種描畫真實歷史人物和真實事件與虛構的對話和小說故事講述技術的使用編排在一起的文學體裁。

## 起源
小說家楚門·柯波帝在《紐約時報》看到美國堪薩斯州發生一家滅門慘案的報導後，到當地進行採訪（包括兩名兇手），發現一篇單在《紐約客》的報導並不夠，於是便下定決心寫一部「寫實文學小說」（Non-fiction Novel）的書；這個作品成為了本題材的始祖。作品名为《冷血》，发表于1965年。
這個作品後來改編成電影《柯波帝：冷血告白》，由菲利浦·西摩·霍夫曼主演。

## 定義與限制
台灣新文學的代表作家楊逵認為，報導文學極為重視讀者，並且必須以事實的報導為基礎，但也應該帶著作者主觀的眼光與角度去解釋眼前發生的事情，並且用淺白的語言傳遞給讀者（1937年發表於《台灣新民報》之文章〈何謂報導文學〉）。雖然楊逵允許報導文學採用日記、詩歌甚或是小說的形式，但楊逵也認為，報導文學必須根植於事實的基礎上，絕不允許憑空虛構。並且因為作品本身是一則「報導」，所用的語言必須能讓讀者明白，而不能淪為作者自己的自言自語。所以報導文學應該有良好的布局結構，以便把想要傳達的訊息更容易、正確、有效地傳遞給讀者。

## 影響
在此作品誕生後，在世界上出現幾種不同形式的紀實文學，其包括：
- 基希的《秘密的中國》
- 梁啟超的《戊戌政變記》
- 阿英選編有《上海事變与報告文學》
- 錢鋼的《唐山大地震》
- 徐剛的《沉淪的國土》
- 張正隆的《雪白血紅》